# Gustav Bloy
Gustav Hermann Adolf Bloy (* 27. August 1888; † unbekannt) war ein verurteilter Kriegsverbrecher und SS-Scharführer.

## Leben
Bloy trat zum 1. Januar 1933 der NSDAP (Mitgliedsnummer 1.428.846) und später auch der SS (SS-Nummer 41.204) bei. Vom Jahre 1940 bis zum Mai 1945 diente Bloy im Range eines SS-Scharführers im KZ Mauthausen in Österreich. Dort war er bis 1944 für das Heizwerk verantwortlich. Bis zum Kriegsende wirkte er in der Brennmittelverwaltung. In dieser Position beging er zahlreiche Grausamkeiten gegenüber den Häftlingen. Im Februar 1945 ermordete er einen polnischen Häftling mit einer Pistole und verwundete einen russischen Häftling. Weiterhin war er im selben Monat an dem Tod zweier Gefangener beteiligt, die er zu Tode trat. Am 18. Januar 1945 beteiligte sich Bloy mit zwei weiteren Wachen an dem Mord an ca. 100 Gefangenen. 
Am Ende des Zweiten Weltkriegs wurde Bloy festgenommen und im Rahmen der Dachauer Prozesse am 19. Mai 1947 zu einer lebenslangen Haft verurteilt. Am 1. März 1955 wurde er aus der Haft entlassen.